# Orquestra de Cleveland
A Orquestra de Cleveland é uma orquestra americana baseada em Cleveland, Ohio, Estados Unidos. É uma das cinco orquestras americanas conhecidas como "Big Five. Fundada em 1918, a orquestra apresenta-se no Severance Hall. O atual Diretor Musical é Franz Welser-Möst.

## História
A orquestra foi fundada em 1918 por Adella Prentiss Hughes, com Nikolai Sokoloff como Maestro Residente. No começo de sua história, a orquestra fez turnês pelo Leste dos Estados Unidos, fez aparições em rádios e gravou diversos álbuns. Maestros residentes, com o título de Diretor Musical, foram: Artur Rodziński (1933–1943), Erich Leinsdorf (1943–1944), George Szell (1946–1970), Pierre Boulez 1970-1972), Lorin Maazel (1972–1982) e Christoph von Dohnányi (1984–2002). Franz Welser-Möst é o Diretor Musical desde 2002, com um contrato que vai até a temporada de 2017/8 .
A direção de George Szell foi a mais longa da orquestra, com grande sucesso. Ele reformou a orquestra no fim da década de 1940, demitindo doze músicos nesse processo, e com mais doze saindo por vontade própria. Também é creditado a Szell o som europeu. A influência de Szell continua na orquestra, mesmo depois de décadas de sua morte.
Cleveland é a melhor das cidades que tem as cinco maiores orquestras, chamadas de Big Five, as outras são: Orquestra Sinfônica de Boston, Orquestra da Filadélfia, Filarmônica de Nova Iorque e Orquestra Sinfônica de Chicago. Entretanto, os músicos da Sinfônica são tratados como celebridades, como os heróis dos esportes, eles dão autógrafos ao fim das performances e são cumprimentados na rua. 
Muitos maestros contribuíram para o vasto catálogo de gravações da orquestras, como os convidados Vladimir Ashkenazy, Oliver Knussen, Kurt Sanderling, Yoel Levi, Riccardo Chailly, Michael Tilson Thomas e Louis Lane. Alguns Maestros Assistentes da orquestra incluem: James Levine, Alan Gilbert, James Judd e Michael Stern.

## Diretores Musicais
- 1918-1933 Nikolai Sokoloff
- 1933-1943 Artur Rodziński
- 1943-1944 Erich Leinsdorf
- 1946-1970 George Szell
- 1970-1972 Pierre Boulez
- 1972-1982 Lorin Maazel
- 1984-2002 Christoph von Dohnányi
- 2002–pres Franz Welser-Möst